# Phare de Sciara Biscari
Le phare de Sciara Biscari (en italien : Faro di Sciara Biscari) est un phare situé dans la commune de Catane dans le mer Ionienne, dans la province de Catane (Sicile), en Italie.

## Histoire
Le premier phare a été mis en service en 1896. Il a été remplacé par le phare actuel en 1951. Il se situe sur le front de mer de Catane, à environ 800 m au sud du port.
Le phare est entièrement automatisé et alimenté sur le réseau électrique. Il est géré par la Marina Militare.

## Description
Le phare  se compose d'une tour cylindrique en pierre de 28 m de haut, avec galerie et lanterne, proche d'une maison de gardien d'un étage. La tour est blanche et le dôme de la lanterne est gris métallisé. Il émet, à une hauteur focale de 31 m, un bref éclat blanc toutes les 5 secondes. Sa portée est de 22 milles nautiques (environ 41 km) pour le feu blanc et 10 milles nautiques pour le feu de réserve.
Identifiant : ARLHS : ITA-158 ; EF-2796 - Amirauté : E1828 - NGA : 10400 .

## Caractéristiques dufeu maritime
Fréquence : 5 secondes (W)
- Lumière : 0.2 seconde
- Obscurité : 4.6 secondes

|                |
| Port de Catane |

### Lien connexe
- Liste des phares de la Sicile